# Amir Ghalenoei
Ardechir Ghalenoei, plus connu sous le nom de Amir Ghalenoei, est un footballeur puis entraîneur iranien, né le 21 novembre 1963 à Nazi Abad, un quartier de Téhéran (Iran).

## Biographie
Ardechir "Amir" Ghalenoei également orthographié Qalehnoei, persan : Surnommé le «général» et aussi «Amir Pacha", (né le 21 novembre 1963 à Téhéran, Iran) est un entraîneur de football iranien et ancien joueur. Il est actuellement le sélectionneur de l'Iran. Il a été l'entraîneur ayant connu le plus succès en Championnat d'Iran de football et a géré plusieurs clubs, y compris l'Esteghlal Téhéran, le Mes Kerman, le Sepahan Ispahan et  le Teraktor Sazi, avec 2 desquelles  il a remporté un total de 4 Championnat d'Iran de football et 2 Coupe d'Iran de football. Il a également été le manager  de l'équipe nationale iranienne de football d'août 2006 à juillet 2007.

### Jeunesse
Il est né le  21 novembre 1963 dans Nazi Abad au sud de Téhéran(Iran). Son père a été un chauffeur de taxi. En 1971 son père  est  mort quand il n'avait que sept ans. Il a commencé à travailler quand il avait 13 ans et a commencé sa carrière de footballeur en même temps.

### Carrière de joueur
Il a été choisi pour jouer au Rah Ahan B en 1980 par le père de son ami. Puis, l'entraîneur du Rah Ahan -Nasser Ebrahimi- a déplacé à l'équipe de Rah Ahan principale. Il a été transféré au Shahin en 1986 lorsque Ebrahimi est devenu le manager de Shahin. Dans la première et la deuxième année de son jeu au Shahin avec Ebrahimi a été stressant. Il a quitté le club en 1988 pour Al-Sadd  au Qatar. Après un an, Ghalenoei a été transféré  au Esteghlal Téhéran en 1988, où il passa le reste de sa carrière de footballeur, jusqu'à la retraite. Il est devenu capitaine de l'Esteghlal Téhéran en 1993 et a pris sa retraite en 1995.

### Carrière internationale
Il a été sélectionné dans l'équipe d'Iran de football des moins de 23 ans en 1990 et a montré une performance raisonnable. Il a été sélectionné dans l'équipe d'Iran de football en 1993. Il a fait ses débuts le 12 septembre 1993  contre la Bosnie-Herzégovine. Il a pris sa retraite de l'équipe nationale à un jeu contre le Qatar.

Ghalenoei est le premier entraîneur de football iranien qui a fait un stage à Manchester United quand il avait 40 ans après prendre  l'Europe grade C[Quoi ?] au TSV Bayer 04 Leverkusen six mois plus tôt.

## Palmarès

### Joueur
- Rahahan
  - Finaliste de la Coupe Hafzi de Téhéran en 1980

- Shahin
  - Vice-champion de Téhéran en 1985 et 1986

- Esteghlal
  - Vainqueur de la Coupe d'Asie des clubs champions en 1991
  - Finaliste de la Coupe d'Asie des clubs champions en 1992
  - Vice-champion d'Iran en 1992 et 1995
  - Vainqueur de la Coupe d'Iran en 1996
  - Finaliste de la Coupe d'Iran en 1991
  - Vainqueur de la Qods League en 1990
  - Champion de Téhéran en 1991
  - Vice-champion de Téhéran en 1989 et 1990
  - Vainqueur de la Supercoupe de Téhéran en 1994

- Al-Sadd
  - Champion du Qatar en 1988
  - Vainqueur de la Coupe du Qatar en 1988

### Entraîneur
- Esteghlal
  - Champion d'Iran en 2006, 2009 et 2013
  - Vice-champion d'Iran en 2004
  - Vainqueur de la Coupe d'Iran en 2002 et 2008
  - Finaliste de la Coupe d'Iran en 2004

- Sepahan
  - Champion d'Iran en 2010 et 2011

- Tractor Sazi
  - Vice-champion d'Iran en 2012

### Distinctions personnelles
- Élu entraîneur asiatique de l'année en 2007
- Élu entraîneur iranien de l'année en 2010 et 2011